# Agamodon arabicus
Agamodon arabicus — вид амфісбенових плазунів родини Trogonophidae. Ендемік Ємену.

## Поширення і екологія
Agamodon arabicus мешкають на південному заході Ємену. Вони живуть на полях, ведуть риючий спосіб життя.